# Sekhmet
Sekhmet (Snažna, također zvana i Sachmet, Sakhet, Sekmet, Sakhmet te Sekhetje; u grčkom jeziku nazvana je Sacmis) je božica - lavica, najpoznatija po tome što je božica rata.

## Opis
Ona je božica rata, vatre i kuge i bijesna je božica. Ona je oblik božice Bastet, domaće mačke. Vjeruje se da ona može uništiti okolinu oko sebe. Njezin je muž Ptah, bog umjetnosti. Božice Hathor i Bastet (Raove kćeri) mogle su se pretvoriti u ratobornu lavicu Sekhmet. Imala je također i nadimke kao "Oko boga Ra".
Sekhmet se pojavljuje u mitu o progonu ljudi iz pustinje, a to je, zapravo, bila božanska kazna. Naime, ljudi su mislili da je Ra prestar za kraljevanje i vladanje svijetom. Ra je stoga poslao božicu Hathor da se pretvori u lavicu Sekhmet i istjera ljude, no, Ra ih spasi jer ne želi da ljudi zauvijek nestanu jer ih je on stvorio. Nakon toga Ra, koji je nekad vladao na Zemlji, otiđe u nebo vladati. Otišao je u nebo pomoću goveda, božice Nut. Otada Ra promatra ljude s neba.